# Sh2-172
Sh2-172 est une nébuleuse en émission visible dans la constellation de Cassiopée.
Elle est située à environ 2,5 ° nord-nord-est de la brillante β Cassiopeiae (Caph), l'étoile qui représente la partie la plus à l'ouest du "W" de Cassiopée. Elle a une forme allongée et se compose de deux petits épaississements, de dimensions réduites. Compte tenu de sa déclinaison fortement septentrionale, son observation est possible notamment depuis les régions de l'hémisphère boréal, d'où il apparaît circumpolaire jusqu'aux latitudes subtropicales, tandis que depuis l'hémisphère sud sa visibilité est réduite et limitée aux seules régions tropicales.
C'est une petite région H II avec un diamètre de seulement 2,3 années-lumière, située à environ 2 400 pc (∼7 830 al). Elle est située dans le bras de Persée, l'un des principaux bras spiraux de la Voie lactée, en correspondance avec l'association OB Cassiopeiae OB5, qui comprend des amas ouverts et des nébuleuses, telles que Sh2-173 et Sh2-177, en contact avec une grosse superbulle d'un diamètre d'environ 380 pc (∼1 240 al), provoquée par l'action du vent stellaire des étoiles de grande masse de l'association. Le nuage contient un amas ouvert très dispersé et faiblement concentré connu sous le nom de [BDS2003]48, et bien qu'il n'y ait pas d'étoiles ionisantes connues, on pense qu'il fait partie, avec les nébuleuses voisines, d'une seule grande région de formation d'étoiles située près de l'association Cas OB5.